# Beatrice Venezi
Beatrice Venezi (Lucca, 5 marzo 1990) è una direttrice d'orchestra e pianista italiana.

## Biografia
Ha studiato al liceo artistico di Lucca. Suo padre, Gabriele Venezi, di professione immobiliarista, è stato candidato alla carica di sindaco di Lucca dall'organizzazione di estrema destra Forza Nuova alle elezioni amministrative nel 2007. Si è diplomata in pianoforte nel 2010 sotto la guida di Norberto Capelli all'Istituto Superiore di Studi Musicali Rinaldo Franci di Siena, frequentando alcune masterclass d'interpretazione pianistica con Andrea Lucchesini, Pietro De Maria e Vincenzo Balzani. Si è diplomata in direzione d'orchestra al Conservatorio Giuseppe Verdi di Milano con Vittorio Parisi nel 2015, dopo aver studiato anche con Piero Bellugi., mentre non è stata ammessa alla scuola di specializzazione in composizione.
Ha ottenuto il primo successo pubblico al Lucca Summer Festival del 2018 in occasione del 160º anniversario della nascita di Giacomo Puccini. È stata assistente direttrice dell'Orchestra sinfonica di Stato giovanile dell'Armenia, direttrice principale ospite dall'Orchestra della Toscana e direttrice principale dell'Orchestra da Camera Milano Classica.
Nel novembre 2014 si è esibita per la prima volta con la Nuova Orchestra Scarlatti Young di Napoli (sezione junior da 11 a 18 anni, young da 18 a 28 anni e amatoriale). Sono seguiti numerosi altri concerti fino a che, nel 2016, ne è stata nominata direttore principale.
Nel 2017 è stata segnalata dal Corriere della Sera fra le 50 donne più creative dell'anno. L'anno successivo è stata selezionata dalla rivista Forbes Italia fra i 100 futuri leader under 30. Nel marzo 2021 è ospite al Festival di Sanremo, dove affianca il presentatore Amadeus nella conduzione della quarta serata; l'anno successivo viene nominata dalla Regione Siciliana direttrice artistica della Fondazione Taormina Arte .
Nel 2021 ha ricevuto il premio "Atreju21" nell'ambito della festa Atreju organizzata annualmente dal partito Fratelli d'Italia.
Il 17 novembre 2022 è stata nominata consigliera per la musica dall'allora Ministro della cultura Gennaro Sangiuliano. Nell'ambito di tale incarico, Beatrice Venezi aiuterà gli uffici di diretta collaborazione del ministro, con il segretariato generale e la direzione generale spettacolo.

## Vita privata
Beatrice Venezi si professa cattolica.

## Discografia

### CD
- My Journey: Puccini (Symphonic Works), Beatrice Venezi/Orchestra della Toscana, 2019, Warner Music Italy[19][20]
- Heroines, Beatrice Venezi/Orchestra Haydn, 2021, Warner Music Italy

## Pubblicazioni
- Allegro con fuoco: innamorarsi della musica classica (autobiografia), Milano, UTET, 2019, ISBN 978-88-511-6925-1.
- Le sorelle di Mozart: storie di interpreti dimenticate, compositrici geniali e musiciste ribelli, Milano, UTET, 2020, ISBN 978-88-511-8127-7.
- L'ora di musica: invito alla bellezza e all'armonia, Milano, UTET, 2022, ISBN 979-12-21202-71-7.

## Programmi televisivi
- AmaSanremo (Rai 1, 2020) – giudice
- Sanremo Giovani (Rai 1, 2020) – giudice
- Festival di Sanremo (Rai 1, 2021) – co-conduttrice
- Rinascimenti segreti (Sky Arte, 2022) – narratrice
- Voci fuori dal coro (Rai Play, 2024) - conduttrice
- Viva Puccini (Rai 3, 2025) - co-conduttrice e direttore d'orchestra

## Premi e riconoscimenti
- 2005: 1º premio assoluto del Concorso Nazionale di Interpretazione Pianistica "R. Zucchi"[21]
- 2006: 1º premio assoluto del 4º Concorso Nazionale per Giovani Musicisti "Luigi Zanuccoli"[21]
- 2016: premio Michelangelo Cupisti conferito dall’Associazione Culturale Michelangelo Cupisti e dalla Fondazione Festival Pucciniano.[22][23]
- 2017: targa d'argento Luciana Pardini, conferita dal circolo Amici della musica "Alfredo Catalani" nella Sala dell'Affresco di Lucca.[24]
- 2021: premio Pegaso conferito dalla Regione Toscana.[25]
- 2023: Premio America della Fondazione Italia USA conferito alla Camera dei Deputati.[26]